# Erik King

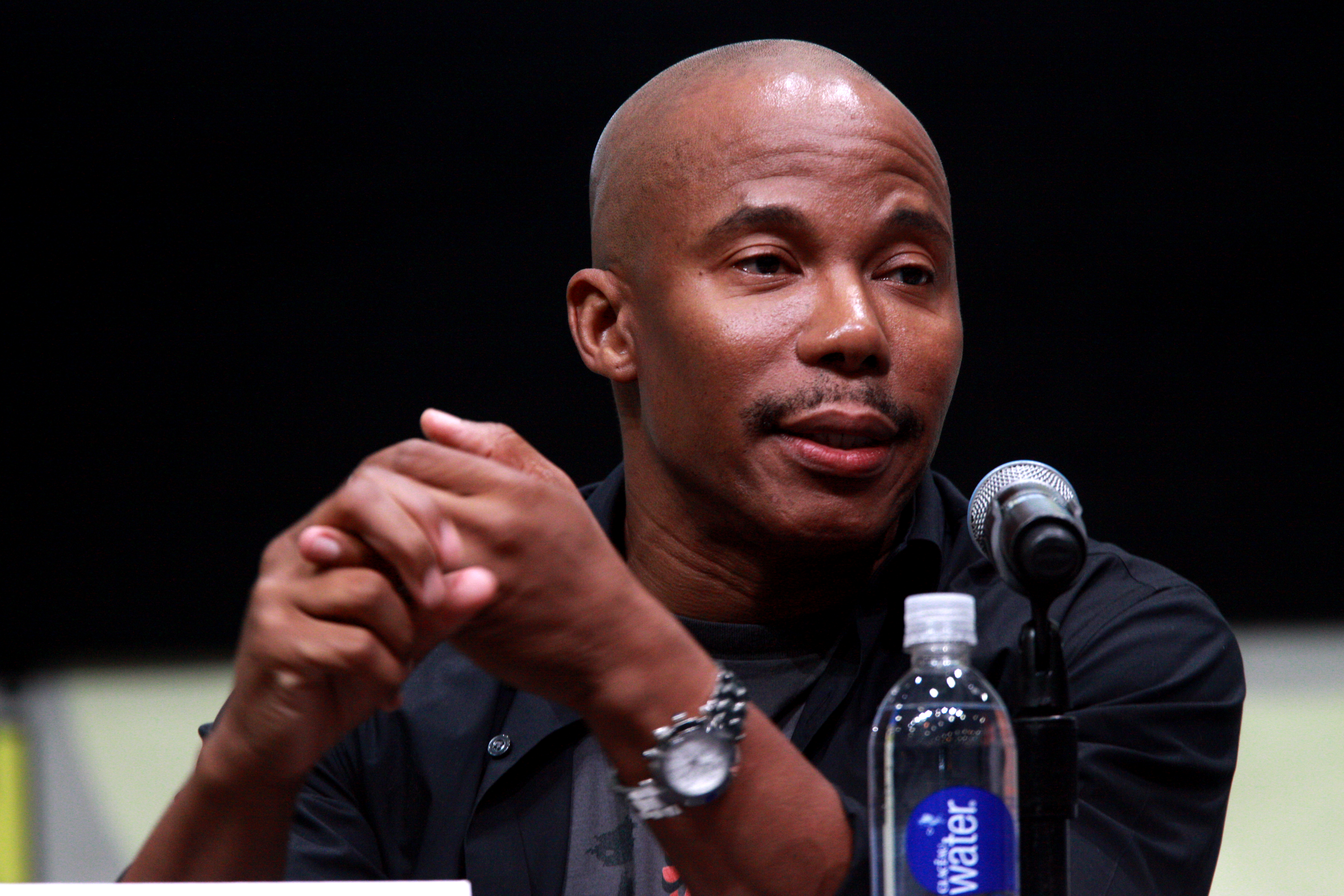
Erik King bei der Comic-Con 2013

Erik King (* 21. April 1963 in Washington, D.C.) ist ein US-amerikanischer Schauspieler, der vor allem durch seine Rolle als Sergeant Doakes in der Fernsehserie Dexter bekannt wurde.

## Leben
Erik Kings Karriere begann 1983. Seine erste wichtige Rolle spielte er 1989 in Brian De Palmas Film Die Verdammten des Krieges an der Seite von Oscarpreisträger Sean Penn und Michael J. Fox. In den nachfolgenden Jahren wirkte King hauptsächlich in Fernsehserien mit, bis er 1996 gemeinsam mit Hugh Grant und Gene Hackman in Michael Apteds Extrem… mit allen Mitteln an die Kinoleinwand zurückkehrte.
Nach der Verkörperung des Moses Deyell in Oz – Hölle hinter Gittern, folgten Kurzauftritte in CSI: Miami, Charmed oder Malcolm mittendrin. 2004 feierte King sein Comeback im Kino mit dem Vermächtnis der Tempelritter in der Rolle des Agent Colfax.
Sein größter Erfolg war in den Jahren 2006 und 2007 die Rolle des Sgt. James Doakes in der Fernsehserie Dexter, die vom Pay-TV-Sender Showtime produziert wurde. An der Seite von Michael C. Hall, Jennifer Carpenter und Lauren Vélez spielte er in 25 Episoden mit.
In seiner Freizeit arbeitet Erik King mit Kindern und trainiert Kampfkunst.

## Filmografie (Auswahl)
- 1986: Spenser (Spenser: For Hire, Fernsehserie, 1 Folge)
- 1987: Glitzernder Asphalt (Street Smart)
- 1989: Hawk (A Man called Hawk, Fernsehserie, 1 Folge)
- 1989: Die Verdammten des Krieges (Casualties of War)
- 1990: Sunset Beat – Die Undercover-Cops (Sunset Beat)
- 1990: Law & Order (Fernsehserie, 1 Folge)
- 1994: Diagnose: Mord (Diagnosis Murder, Fernsehserie, 1 Folge)
- 1995: Matlock (Fernsehserie, 1 Folge)
- 1996: New York Cops – NYPD Blue (NYPD Blue, Fernsehserie, 1 Folge)
- 1996: Embraced – Clan der Vampire (Kindred: The Embraced, Fernsehserie, 5 Folgen)
- 1996: Extrem… mit allen Mitteln (Extreme Measures)
- 1997: JAG – Im Auftrag der Ehre (JAG, Fernsehserie, 1 Folge)
- 1997: Fahr zur Hölle Hollywood (An Alan Smithee Film: Burn Hollywood Burn)
- 1998: Desperate Measures
- 1999: Gefühle, die man sieht – Things You Can Tell (Things You Can Tell Just by Looking at Her)
- 1999: Ein wahres Verbrechen (True Crime)
- 1999: Zugfahrt ins Jenseits (Atomic Train)
- 1997–2000: Ein Hauch von Himmel (Touched By An Angel, Fernsehserie, 2 Folgen)
- 2000–2001: Oz – Hölle hinter Gittern (Oz, Fernsehserie, 11 Folgen)
- 2001: The District – Einsatz in Washington (The District, Fernsehserie, 3 Folgen)
- 2002: CSI: Miami (Fernsehserie, 1 Folge)
- 2003: Charmed – Zauberhafte Hexen (Charmed, Fernsehserie, 1 Folge)
- 2004: Malcolm mittendrin (Malcolm in the Middle, Fernsehserie, 1 Folge)
- 2004: Das Vermächtnis der Tempelritter (National Treasure)
- 2005: Die Eisprinzessin (Ice Princess)
- 2006–2007, 2012: Dexter (Fernsehserie, 25 Folgen)
- 2010: Burn Notice (Fernsehserie, 1 Folge)
- 2025: Dexter: Wiedererwachen (Dexter: Resurrection, Fernsehserie, 1 Folge)